# Sân bay quốc tế Ibn Batouta
Sân bay quốc tế Ibn Batouta, cũng gọi là Sân bay Tangier-Boukhalef, (IATA: TNG, ICAO: GMTT) là một sân bay oqr Tangier, Maroc. Sân bay này được đặt tên theo nhà lữ hành nổi tiếng Maroc Ibn Battuta. 

## Thống kê năm 2007
- Số lượt khách: 365 750
- Số lượt chuyến: 5.991
- hàng hóa (tấn): 683,73

Nguồn: 

## Các hãng hàng không và các tuyến điểm
- Aigle Azur (Paris-Orly)
- Atlas Blue (Amsterdam, Barcelona, Brussels, London-Heathrow, Madrid, Paris-Charles de Gaulle)
- Clickair (Barcelona) seasonal
- Condor (Agadir, Düsseldorf, Frankfurt, München)
- British Airways (London-Heathrow  [bắt đầu 23 tháng 6 năm 2009])
- easyJet (Madrid, Paris-Charles de Gaulle  [bắt đầu 28 tháng 10])
- flybaboo (Geneva)
- Futura (Amsterdam [bắt đầu 19 tháng 12], Barcelona, Madrid, Mallorca [bắt đầu 27 tháng 12], Toulouse [bắt đầu 21 tháng 12]) seasonal
- Iberia (Madrid)
  - operated by Air Nostrum (Barcelona, Malaga) seasonal
- Jetairfly (Brussels)
- TUIfly (Cologne/Bonn)
- Regional Air Lines (Casablanca, Malaga)
- Royal Air Maroc (Amsterdam, Barcelona, Brussels, Casablanca, London-Heathrow, Paris-Orly)
- Ryanair (Brussels-Charleroi [bắt đầu 28 tháng 10], Marseille-Provence [bắt đầu 28 tháng 10])